# مقام مالك الأشتر

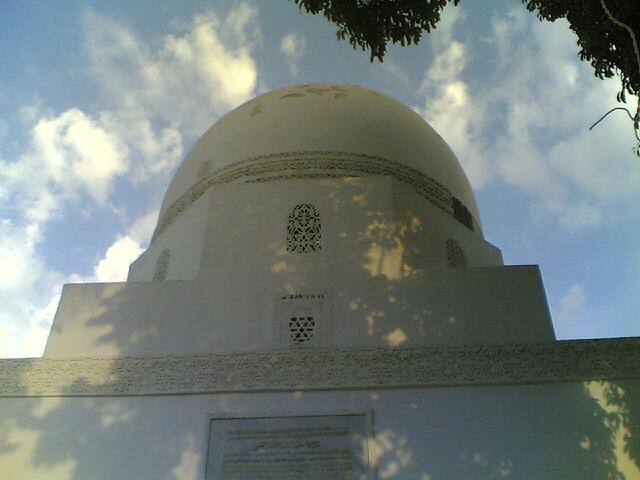
قبة مقام مالك الأشتر بالقاهرة

يقع مقام مالك الأشتر بحي المرج بالقاهرة الكبرى، وقد دفن فيه مالك بن الحارث الأشتر بعد تسمميه.

## مالك الأشتر
يُسمي مالك بن الحارث بن عبد يَغوث بن سَلِمة بن ربيعة بن يَعرُب بن قحطان، ولُقِّب بـ (الأشتر) لأن إحدى عينيه شُتِرَت – أي شُقّت – في معركة اليرموك.
حسب ما ورد في المراجع التاريخية فقد دفن مالك الأشتر في قرية القلج وكانت بعيدة عن الفسطاط القديمة آنذاك وهي الآن ما زالت تسمى القلج وهي إحدى أحياء المرج، وهي المدخل الشمالي الشرقي لمدينة القاهرة والمدخل الجنوبي لمحافظة القليوبية.

## السيد العجمي

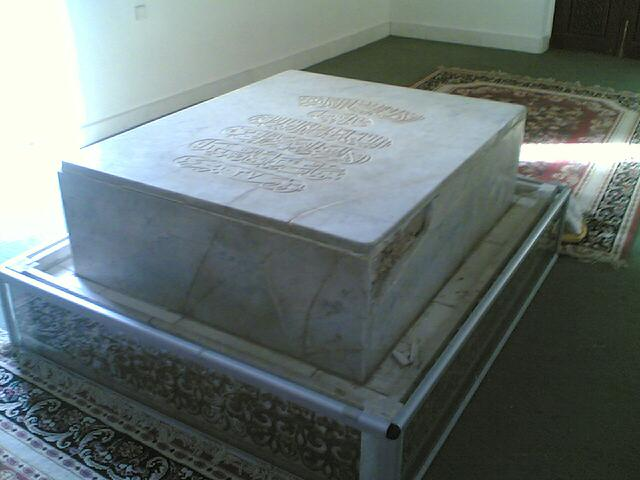
مقام مالك الأشتر بالقاهرة

أشتهر مقام مالك الأشتر بـ السيد العجمي في مصر، على الرغم من انه عربي الاصل ويبدو أن العجمى كان أسماً  لخادم المرقد وكان شيخا هندياً ولما مات الخادم دُفن في محيط المرقد فاُطلق لفظ الشيخ العجمى على مرقد مالك بن الحارث الأشتر نسبة لخادم الضريح. ومقام مالك الأشتر في مصر غير مشهور ولا يتردد عليه الكثيرون، وكاد المقام أن يندثر لولا عناية طائفة البهرة التي أنفقت على المقام وجددته.

## شكل المقام
يبدو على المقام من أول وهلة أنه على الطابع الهندي، فالمكان يتكون من مدخل عبارة عن رواق طويل محاط بالحدائق ينتهي عنده غرفة المقام وهي غرفة مربعة مكونة من أربعة أبواب وداخل الحجرة وفي منتصفها يقع القبر، كما زينت الجدران من الداخل بالزخارف والكلمات المذهبة.